# Barton Creek Greenbelt
Barton Creek Greenbelt er et 809 hektar langt naturlandskab i Sydaustin, Texas. Der er over 11 kilometer jord, hvor folk kan cykle, vandre eller svømme. Greenbeltet er et populært sted for eventyrlystne og aktive lokale i Austin. Mange mennesker kan lide at svømme i Greenbeltet, fordi vandet kommer fra naturlige pools og vandfald. De naturlige svømmeområder er Sculpture Falls, Twin Falls og Campbell's Hole. Greenbeltet drives af Austin's Park and Recreation Department. Åen er kun fuld af vand om foråret. Om sommeren er den virkelig tør. Selv hvis du har planer om at svømme, bør du bære komfortable sko, fordi der er en vandretur ned til svømmeområderne. 
Greenbeltet starter i Zilker Park og slutter på "The Hill of Life". Hele Greenbeltet er opdelt i tre sektioner: Barton Creek Wilderness Park , Upper Greenbelt og Lower Greenbelt. Der er fire adgange til Greenbeltet: Zilker adgang, Spyglass adgang, Gus Fruh adgang og Loop 360 adgang. Greenbeltets navn kommer fra William Barton som gav sit navn til åen som grundlagde Greenbeltet i 1837. Barton Creek Greenbelt har 76,2 til 88,9 centimeter regn hvert år og har varme somre og "kolde" vintre. Greenbeltet er gratis og åbent for offentligheden, men der er adgang forbudt fra 22:00 til 05:00. Barton Creek Greenbelt har andre udendørs attraktioner som omgiver Barton Springs og Zilker Park, hvor ACL holdes. 
Greenbeltet er et sted for familier, der ønsker en sjov dag udendørs eller at lave motion. Folk kan også klatre i Barton Creek Greenbelt. Klipperne er lavet af kalksten. Selvom du ikke kan se dyrene, kan du høre ugler og insekter omkring stierne. Motoriserede køretøjer er ikke tilladt. Cykler er tilladt på Greenbeltet. Fodgængere bør passe på cyklister. Hunde er tilladt på stierne. Det er ingen springvand på Greenbeltet, så du skal tage vand med. Der er toiletter ved Spyglass adgangen. Barton Creek Greenbelt er et Austin-varetegn, der skal besøges ofte. Greenbeltet er et smukt og typisk sted for Austin-folk fordi det er et meget fredeligt og roligt sted.
 Der er for få eller ingen kildehenvisninger i denne artikel, hvilket er et problem. Du kan hjælpe ved at angive troværdige kilder til de påstande, som fremføres i artiklen.

30°14′42″N 97°47′56″V / 30.245°N 97.799°V